# Platyplectrus papillata
Platyplectrus papillata är en stekelart som beskrevs av Lin 1963. Platyplectrus papillata ingår i släktet Platyplectrus och familjen finglanssteklar.
Artens utbredningsområde är Taiwan. Inga underarter finns listade i Catalogue of Life.